# Slovan
Slovan es un lugar designado por el censo ubicado en el condado de Washington en el estado estadounidense de Pensilvania. En el Censo de 2010 tenía una población de 555 habitantes y una densidad poblacional de 365,05 personas por km².

## Geografía
Slovan se encuentra ubicado en las coordenadas 40°21′34″N 80°23′6″O / 40.35944, -80.38500. Según la Oficina del Censo de los Estados Unidos, Slovan tiene una superficie total de 1.52 km², de la cual 1.52 km² corresponden a tierra firme y (0%) 0 km² es agua.

## Demografía
Según el censo de 2010, había 555 personas residiendo en Slovan. La densidad de población era de 365,05 hab./km². De los 555 habitantes, Slovan estaba compuesto por el 97.48% blancos, el 0.54% eran afroamericanos, el 0.18% eran amerindios, el 0.18% eran asiáticos, el 0% eran isleños del Pacífico, el 0% eran de otras razas y el 1.62% pertenecían a dos o más razas. Del total de la población el 1.26% eran hispanos o latinos de cualquier raza.